# 샤르트르 학파
사르트르 학파(Ecole de Chartres)는 프랑스 샤르트르 대성당 부속 학교에서 활약 한 베르나르를 중심으로 한 사상가의 모임을 말한다. 사르트르 지방은 파리의 학풍과 현저한 대조를 보이며, 플라톤 주의와 휴머니즘에 입각한 정신으로 12세기 전반의 지적 중심지가 되었다. 고전연구와 자연연구가 특색이며, 그 황금시대는 역대 총장의 활약으로 이루어졌다. <메타토기콘>과 <폴리크라티크스>는 귀중한 자료로 가득 차 있으며, 샤르트르 학파에 대한 확실한 지식은 그를 통해 얻게 된다. 논리를 절대시하는 풍조에 대항하여 이성의 겸허를 구했다. 신이 참된 예지라고 한다면 신의 사랑은 바로 철학이며, 이 철학은 가르치는 데 그치지 않고 그 사상을 스스로 생활화하는 데서 구해진다고 하였다.
사르트르의 베르나르(1127경 사망)는 철학적으로 가장 뛰어났고, 고전 교양을 존중하였으며, 그의 유명한 '거인의 어깨 위의 소인'이라는 표현은 이 학파의 기본정신이 되었다. 길베르투스 포레타누스(1154 사망)는 걸출한 변증가(辨證家)로서 보에티우스·아리스토텔레스에 정통하며, <6원리(六原理)의 서>(범주론의 재해석)는 논리학 교과서로 중요하다. 사르트르의 티에리(1150경 사망)는 7자유과(七自由科)의 교과서와 <하느님의 6일간의 작업> 등을 저술하여 플라톤 철학과 창세기 설화의 조화를 의도했다. 에우클레이데스의 <원리론(原理論)>을 번역한 바스의 아델라드(1100경의 사람)는 보편자(普遍者)와 개별자(個別者)의 일치를 주장하여 플라톤의 이론과 아리스토텔레스의 이론을 결합하려고 시도하였다. 그 외에 콘슈의 윌리엄(1080경-1154경)이나 클레르보의 베르나르두스(1090/91-1153), 시르베르투르도 이에 속하지만, 가장 탁월한 대표자·구현자는 솔즈베리의 요하네스(1120경-1180)로서 역사가·논리학자·정치철학자인 그는 인문주의(人文主義)의 대표자로 섬세한 심정을 가진 세련된 교양인이다. 키케로의 고전 사상과 문체의 부활에 힘썼다.